# Goliat
Goliat è stato un satellite scientifico, il primo costruito in Romania. È stato portato in orbita il 13 febbraio 2012 durante il lancio inaugurale del vettore europeo Vega.

## Caratteristiche e finalità
È stato un satellite del tipo CubeSat 1U e ha pertanto dimensioni di 10×10×10 centimetri e massa di circa 1 kg. È stato progettato da ingegneri ex studenti dell'Università di Bucarest e del Politecnico di Bucarest.
Il satellite è stato costruito per effettuare tre esperimenti scientifici:
- misurazione del flusso di micrometeoriti;
- misurazione del flusso dei raggi cosmici in orbita terrestre bassa;
- scattare fotografie della Terra con una fotocamera da 3 megapixel.

Il progetto è stato finanziato dal Ministero dell'istruzione, della ricerca e dell'innovazione con 1.500.000 lei (circa 350.000 euro).

## Lancio
Originariamente previsto per il 2008, il lancio è stato poi posticipato al 2012 a causa di ritardi nello sviluppo del lanciatore Vega. Il satellite è stato posizionato in un'orbita terrestre bassa ellittica con un'inclinazione di 71° e ad un'altitudine che varia tra i 357 e i 1 447 chilometri.

## Sviluppo missione e fine
Il satellite ha avuto serie difficoltà già dai primi giorni di operatività, a causa di un errato inserimento in orbita (eccessivamente alta per la sua struttura esterna ed interna). Oltre ciò, le radiazioni esterne hanno mandato in tilt varie volte il GPS del satellite. Problemi similari hanno fatto sì che funzionasse solo per pochi giorni prima di perdere ogni contatto con il satellite circa 5 giorni dopo il lancio. Il satellite è rimasto in orbita fino al 2 gennaio 2015, quando, dopo circa 1080 giorni di volo spaziale, è rientrato nell'atmosfera. Goliat ha effettuato una telemetria di pochi minuti - quindi breve - ma ci sono forti dubbi circa l'altitudine e l'esattezza dei dati raccolti in questa unica occasione.